# Gustav Schneeli
Gustav Richard Schneeli (* 12. November 1872 in Zürich; † 23. Mai 1944 ebenda; heimatberechtigt in Mühlehorn) war ein Schweizer Kunsthistoriker, Diplomat, Genealoge und Maler.

## Leben und Werk
Gustav Schneeli war der Sohn des wohlhabenden Holzhändlers Eduard Schneeli und der Emma, geborene Berri. Finanziell zeitlebens unabhängig, studierte er an der Universität Basel Philosophie, Geschichte und Kunstgeschichte bei Jacob Burckhardt. 1896 promovierte er in Zürich zum Thema «Renaissance in der Schweiz». Später studierte Schneeli noch Rechtswissenschaft.
1905 begann Schneeli sich der Malerei zu widmen und liess sich in Paris und Rom, wo er zugleich Attaché der Schweizer Gesandtschaft war, sowie im Winter 1908 an der Akademie der Bildenden Künste München bei Ludwig von Herterich zum Maler ausbilden. Als Maler war er dem Symbolismus verpflichtet. Er trat um diese Zeit auch als Übersetzer italienischer Literatur auf, etwa von Gabriele D’Annunzio. Schneeli war Präsident der Sektion München der Gesellschaft Schweizerischer Maler, Bildhauer und Architekten, und von 1914 bis 1918 war er in der «Kriegsgefangenenfürsorge» aktiv. 1931 zog Schneeli nach Paris. Er war Redaktor des Schweizerischen Geschlechterbuchs und des Genealogischen Handbuchs zur Schweizer Geschichte. Schneeli war der Stifter des Kunsthauses Glarus und Besitzer des Vogteischlosses in Vuippens.

## Übersetzungen
- Gabriele D’Annunzio: Das Martytrium des Heiligen Sebastian. Erich Reiss Verlag, Berlin 1913.
- Gabriele D’Annunzio: Betrachtung des Todes. Georg Müller Verlag, Berlin 1919.